# Vær velkommen, Herrens år
Vær velkommen, Herrens år er to salmer skrevet af N.F.S. Grundtvig i 1849. Melodien er komponeret af A.P. Berggreen i 1852. Der findes to udgaver af salmen:
- En adventssalme, der bruges ved kirkeårets begyndelse, som er første søndag i advent. Her har Grundtvig bearbejdet en gammel dansk adventssalme fra 1556 af en ukendt forfatter. (Nr. 74 i Den Danske Salmebog)
- En udgave, der bruges ved nytår. (Nr. 712 i Den Danske Salmebog)